# Bloemfontein Celtic
Der Bloemfontein Celtic Football Club ist ein südafrikanischer Fußballverein aus Bloemfontein, der in der Premier Soccer League spielt.
Die Celtics gehören zu den finanzstärksten Clubs des Landes und sind in der Provinz Freistaat sehr populär. Der Verein wurde 1969 als Mangaung United Football Club gegründet. 1984 übernahm Petrus Molemela den Verein und änderte den Namen in Bloemfontein Celtic.
1985 wurde die Mannschaft Südafrikanischer Pokalsieger.
Nach dem Abstieg 2001 verkaufte Molemela seine Anteile an den ehemaligen Celtic-Spieler Jimmy Augousti und Mmuso Tsoametsi. Nach drei Jahren stieg die Mannschaft in der Saison 2003/04 wieder auf und behauptete sich seitdem meist im Mittelfeld der Liga.
Heimstadion des Vereins ist das Free-State-Stadion (auch Vodacom Park), das Austragungsort der Fußball-Weltmeisterschaft 2010 war. Die Mannschaft spielt in grün-weiß quergestreiften Trikots.
Im Dezember 2015 übernahm Serame Letsoaka das Amt des Cheftrainers der Erstliga-Mannschaft.

## Bekannte Spieler
- Shaun Bartlett (ehemaliger südafrikanischer Nationalspieler)
- Simon Gopane (südafrikanischer Nationalspieler)
- Rotson Kilambe (ehemaliger Sambischer Nationalspieler)
- Clifford Mulenga (Sambischer Nationalspieler)
- Siyabonga Nkosi (südafrikanischer Nationalspieler)
- Thabo Nthethe (südafrikanischer Nationalspieler)
- Geoffrey Sserunkuma (ugandischer Nationalspieler)

## Bekannte Trainer
- Ernst Middendorp (2013–2014)